# Pont-l'Abbé
Pont-l'Abbé is een gemeente in het Franse departement Finistère, in de regio Bretagne. De plaats maakt deel uit van het arrondissement Quimper. Pont-l'Abbé telde op 1 januari 2022 8.403 inwoners.
De stad ligt in het Pays bigouden en is een centrum van Bretonse folklore.
De stad ligt landinwaarts maar was door haar ligging aan de rivier Pont-l'Abbé in de 19e eeuw een belangrijke handelshaven. De stad heeft nog een plezierhaven. De stad ligt aan weerszijden van de Pont-l'Abbé met op de ene oever het stadscentrum en op de andere oever de volksbuurt Lambour. Over de rivier is er een brug met huizen erop die ook dienst doet als stuwdam. Op de brug was in de 19e eeuw een grote, door waterkracht aangedreven graanmolen.
Het stadhuis is gevestigd in het Château des Barons, een gebouw uit de 14e eeuw. Het gebouw werd vernield in 1675 tijdens de volksopstand van de Bonnets rouges tegen de koninklijke belastingen. Het werd heropgebouwd in de 17e en 18e eeuw en gerestaureerd in het midden van de 20e eeuw. Het huisvest ook het Musée bigouden. Op de place Gambetta staan huizen uit de 16e en 17e eeuw. De kerk Notre-Dame-des-Carmes heeft een roosvenster van zeven meter doorsnede.

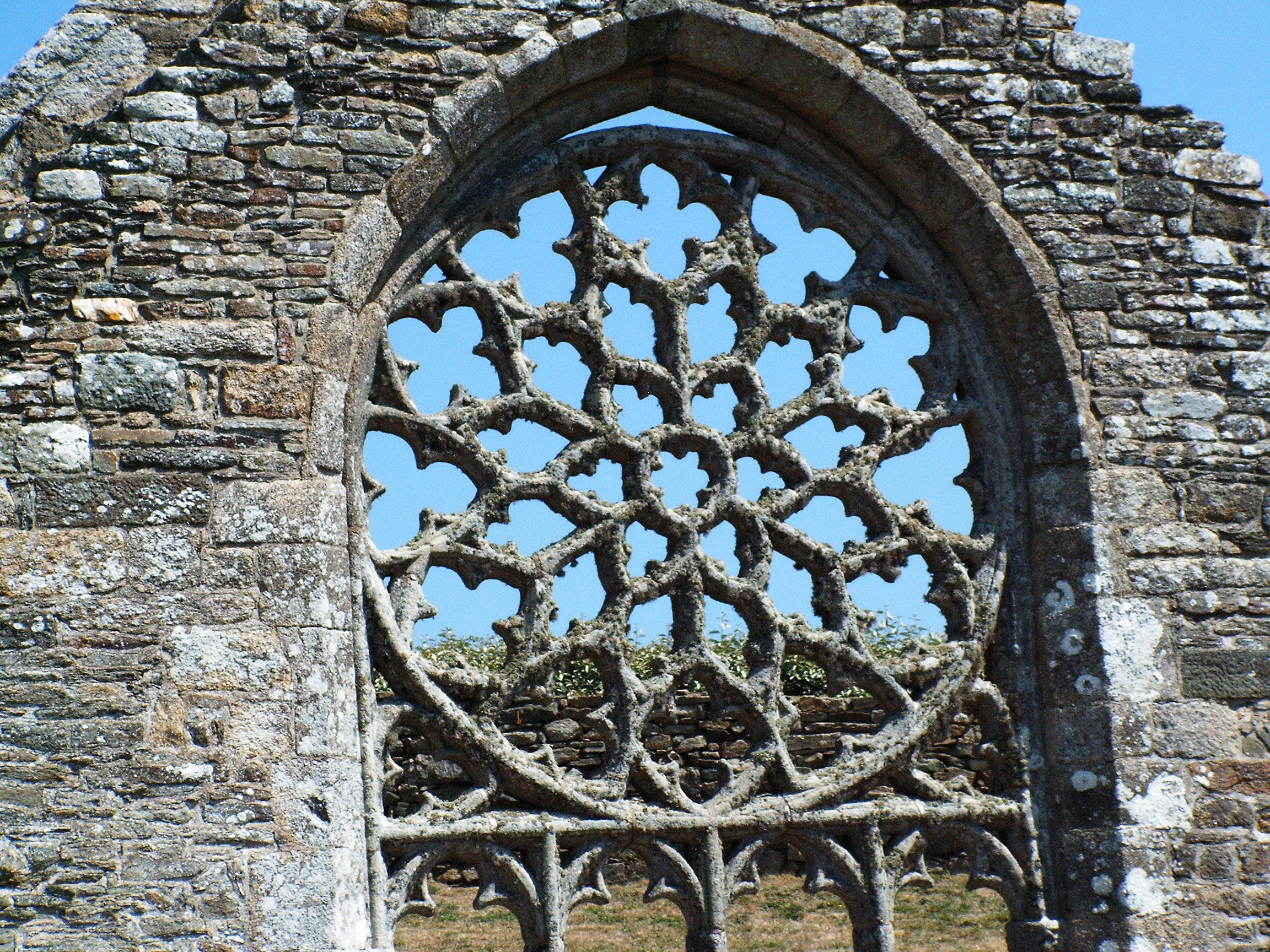
Ruïne van de kapel van Languidou
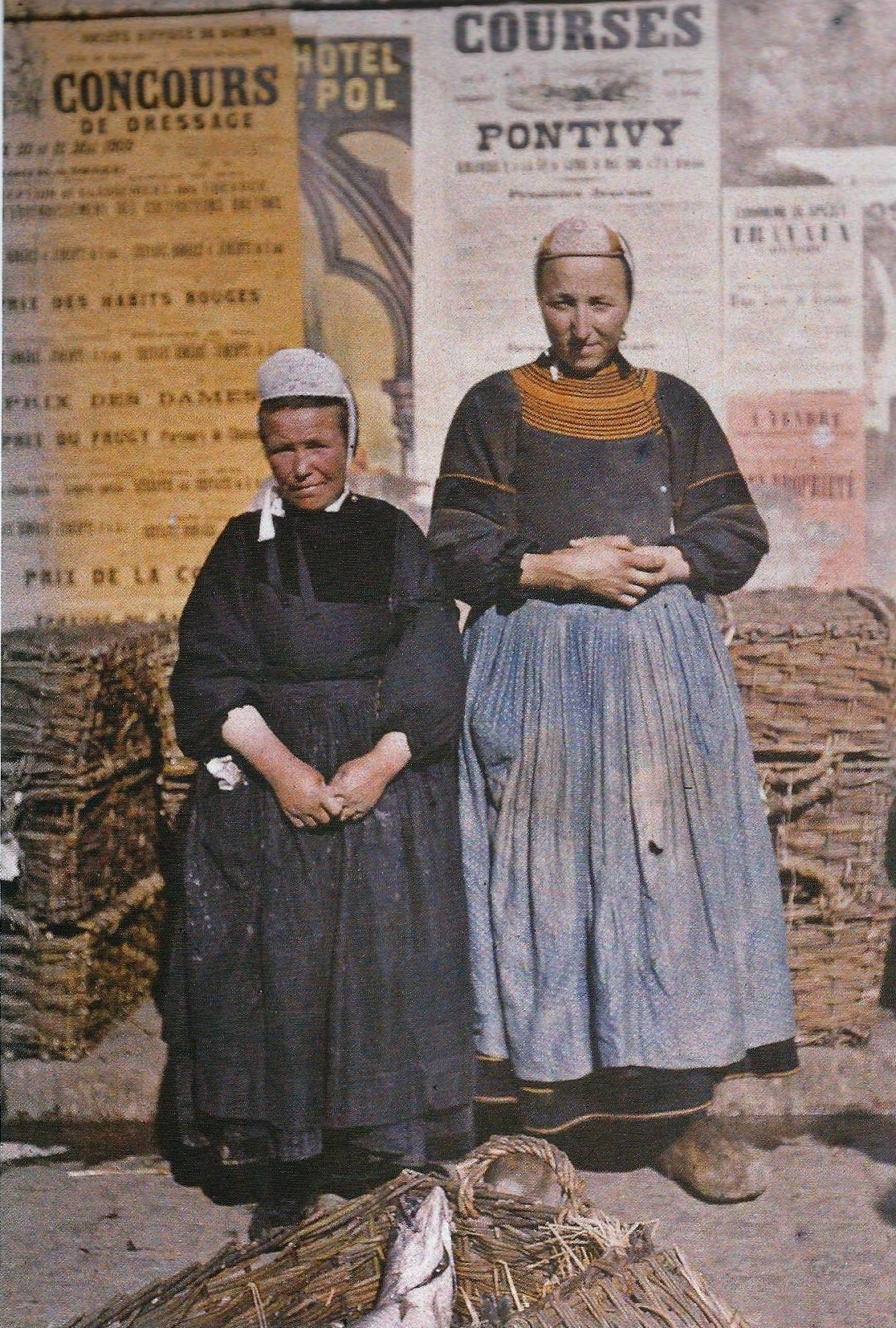
Vrouwen in klederdracht (1909)
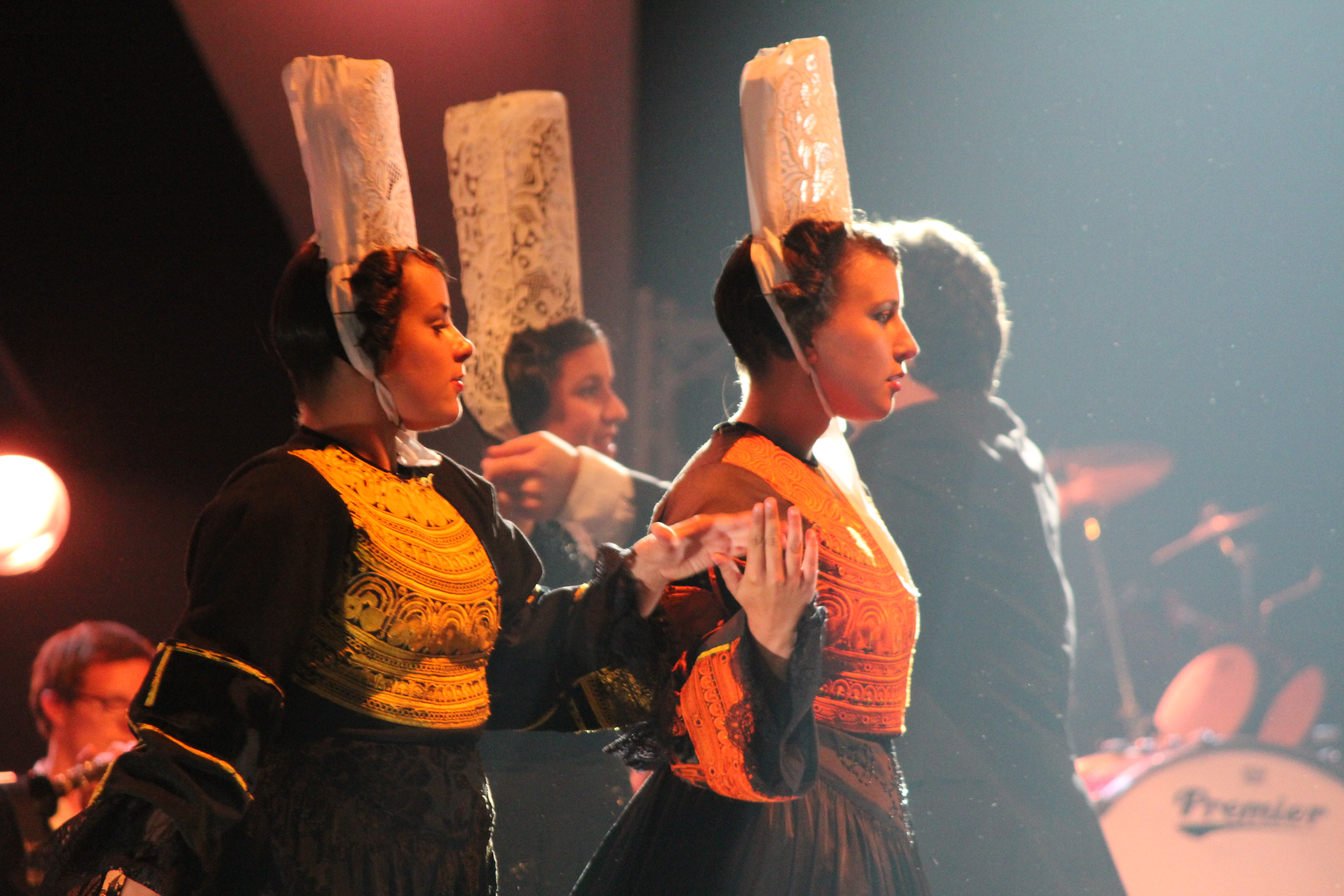
Vrouwen in klederdracht (2011)
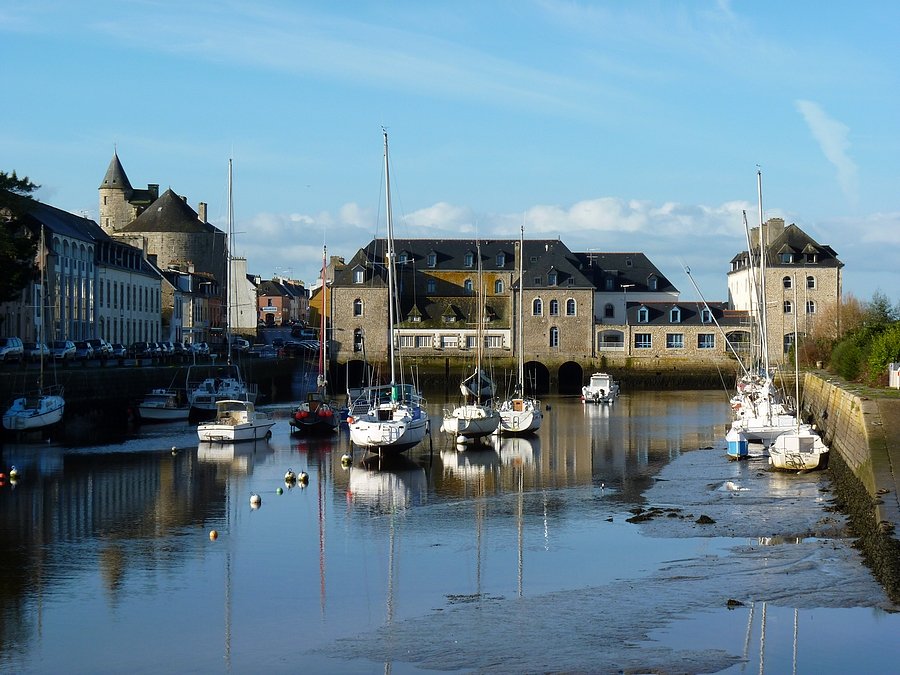
De haven en de brug
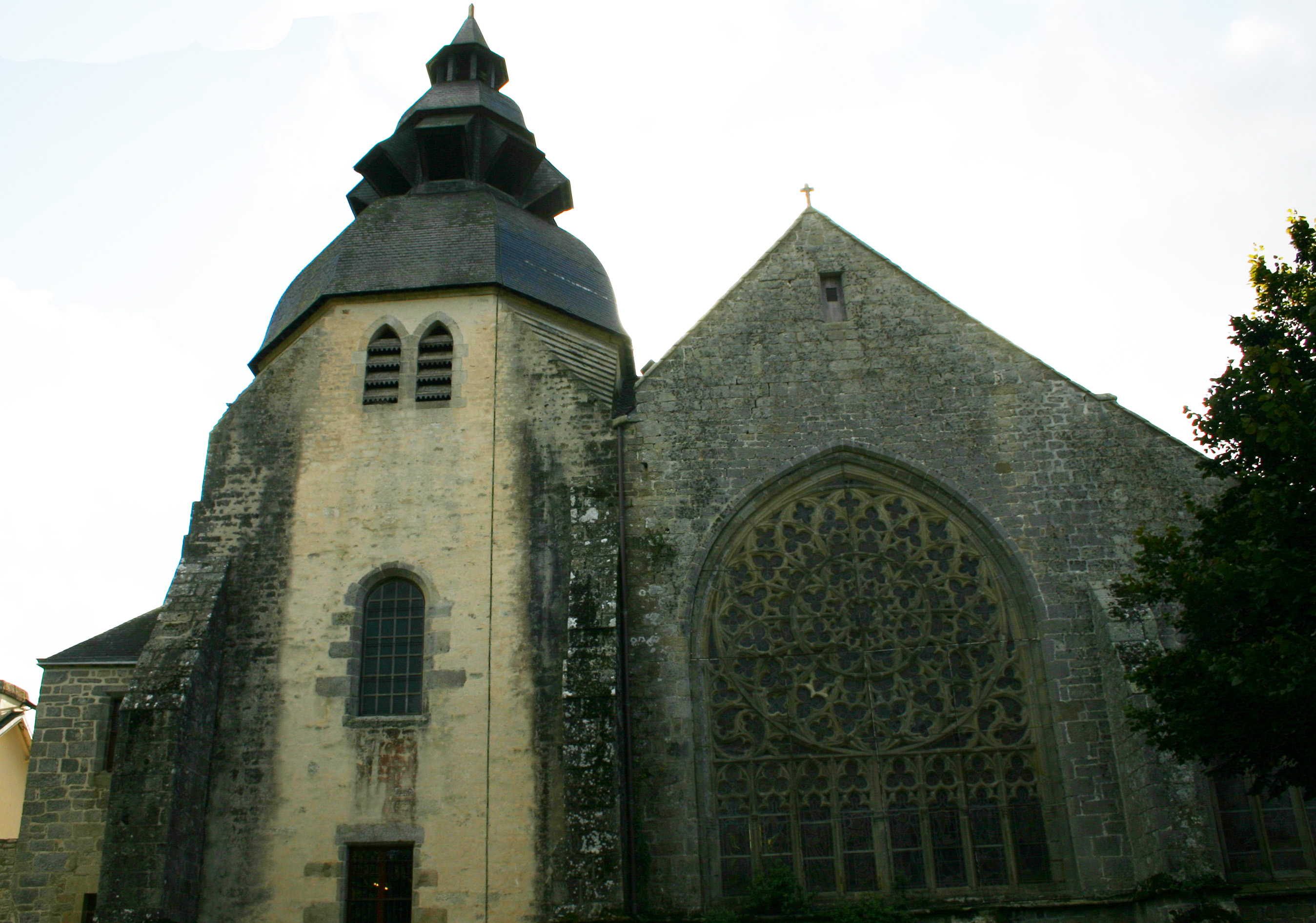
Kerk Notre-Dame-des-Carmes
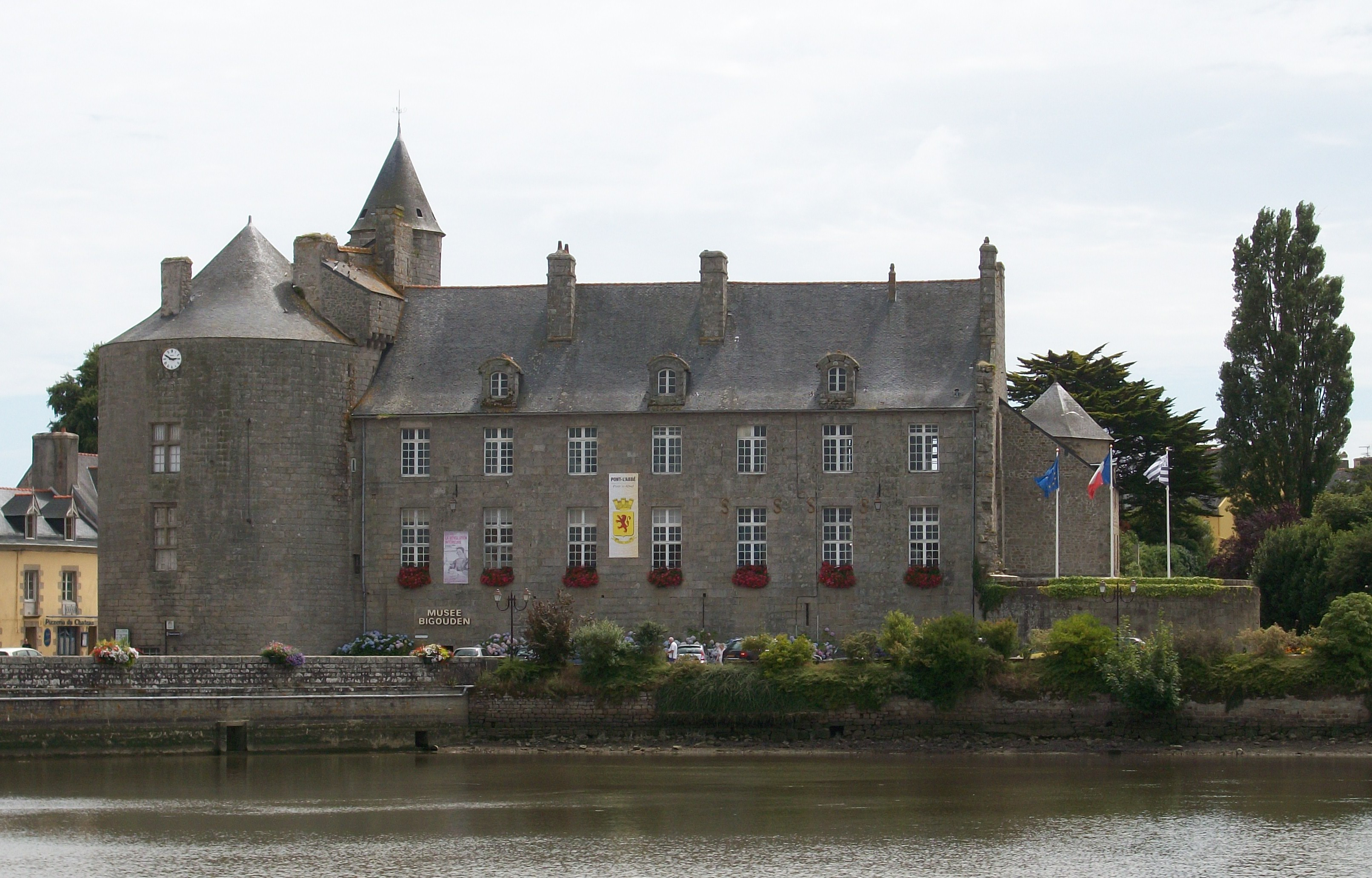
Château des Barons

## Geografie
De oppervlakte van Pont-l'Abbé bedroeg op 1 januari 2022 18,21 vierkante kilometer; de bevolkingsdichtheid was toen 461,4 inwoners per km².

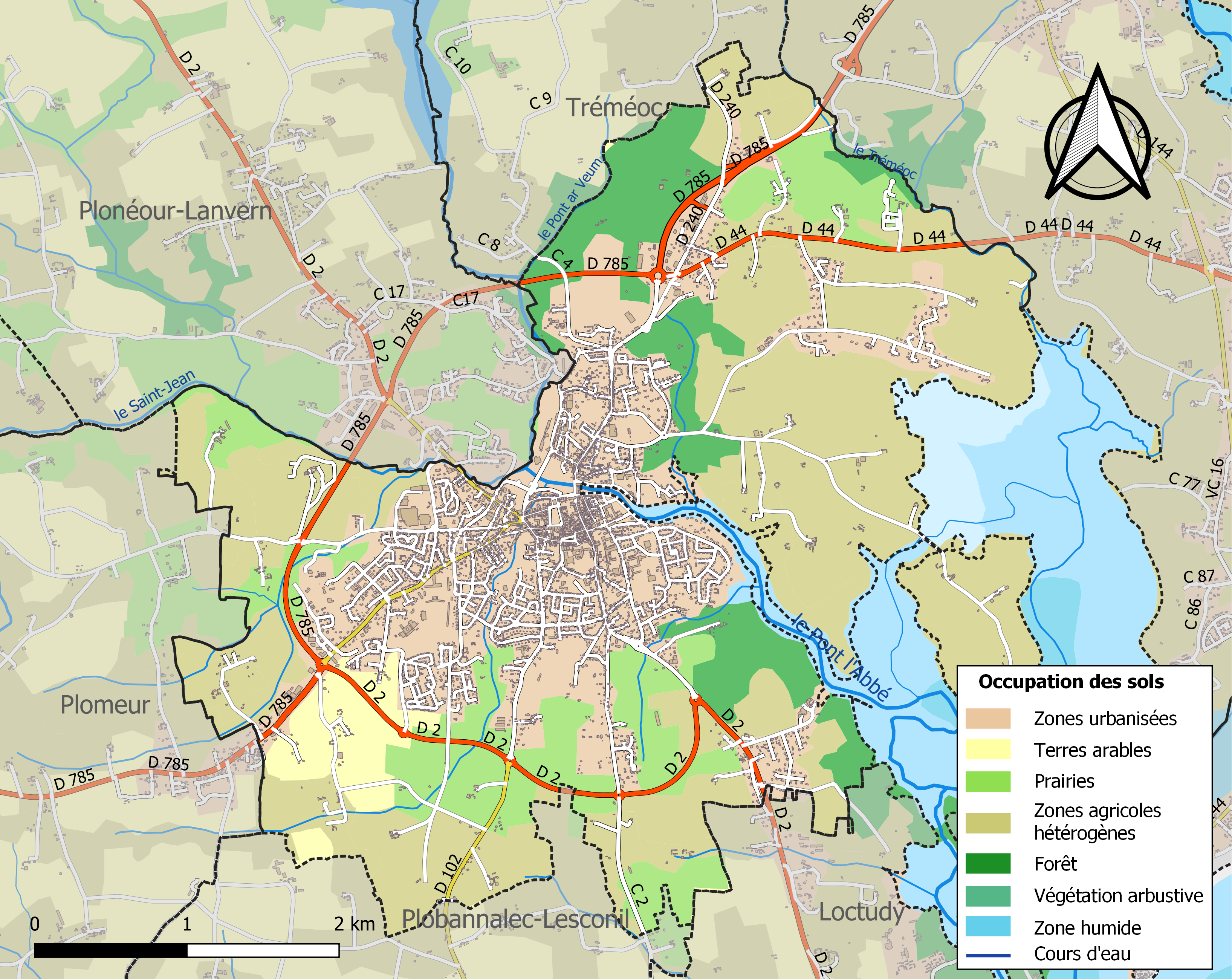
Kaart van de gemeente met belangrijkste infrastructuur, bodemgebruik en omliggende gemeenten

## Demografie
Onderstaande figuur toont het verloop van het inwonertal (bron: INSEE-tellingen).